# Hesperodiaptomus shoshone
Hesperodiaptomus shoshone är en kräftdjursart som först beskrevs av S. A. Forbes 1893.  Hesperodiaptomus shoshone ingår i släktet Hesperodiaptomus och familjen Diaptomidae. Inga underarter finns listade i Catalogue of Life.